# Hongkong na igrzyskach Wspólnoty Narodów
Hongkong startował na igrzyskach Wspólnoty Narodów od igrzysk w Vancouver w 1954 roku do igrzysk w Victorii w 1994 roku. W tym czasie tylko raz reprezentacja Hongkongu nie wystartowała na igrzyskach, w 1966 na igrzyskach w Kingston. Najwięcej złotych medali (2) 
Hongkong zdobył na igrzyskach w Edmonton w 1978 r., a najwięcej medali w ogóle (5) na igrzyskach w Auckland w 1990 roku.

## Klasyfikacja medalowa
| Igrzyska          | Złoto | Srebro | Brąz | Razem |
| ----------------- | ----- | ------ | ---- | ----- |
| 1954 Vancouver    | 0     | 1      | 0    | 1     |
| 1958 Cardiff      | 0     | 0      | 0    | 0     |
| 1962 Perth        | 0     | 0      | 0    | 0     |
| 1970 Edynburg     | 1     | 0      | 0    | 1     |
| 1974 Christchurch | 0     | 0      | 0    | 0     |
| 1978 Edmonton     | 2     | 0      | 0    | 2     |
| 1982 Brisbane     | 1     | 0      | 0    | 1     |
| 1986 Edynburg     | 0     | 0      | 3    | 3     |
| 1990 Auckland     | 1     | 1      | 3    | 5     |
| 1994 Victoria     | 0     | 0      | 3    | 3     |
| Razem             | 5     | 2      | 9    | 16    |

### Według dyscyplin
| Dyscyplina  | Złoto | Srebro | Brąz | Razem |
| ----------- | ----- | ------ | ---- | ----- |
| Bowls       | 3     | 2      | 4    | 9     |
| Strzelectwo | 1     | -      | 4    | 5     |
| Badminton   | 1     | -      | 1    | 2     |
| Razem       | 5     | 2      | 9    | 16    |